# Robbin Juhnke

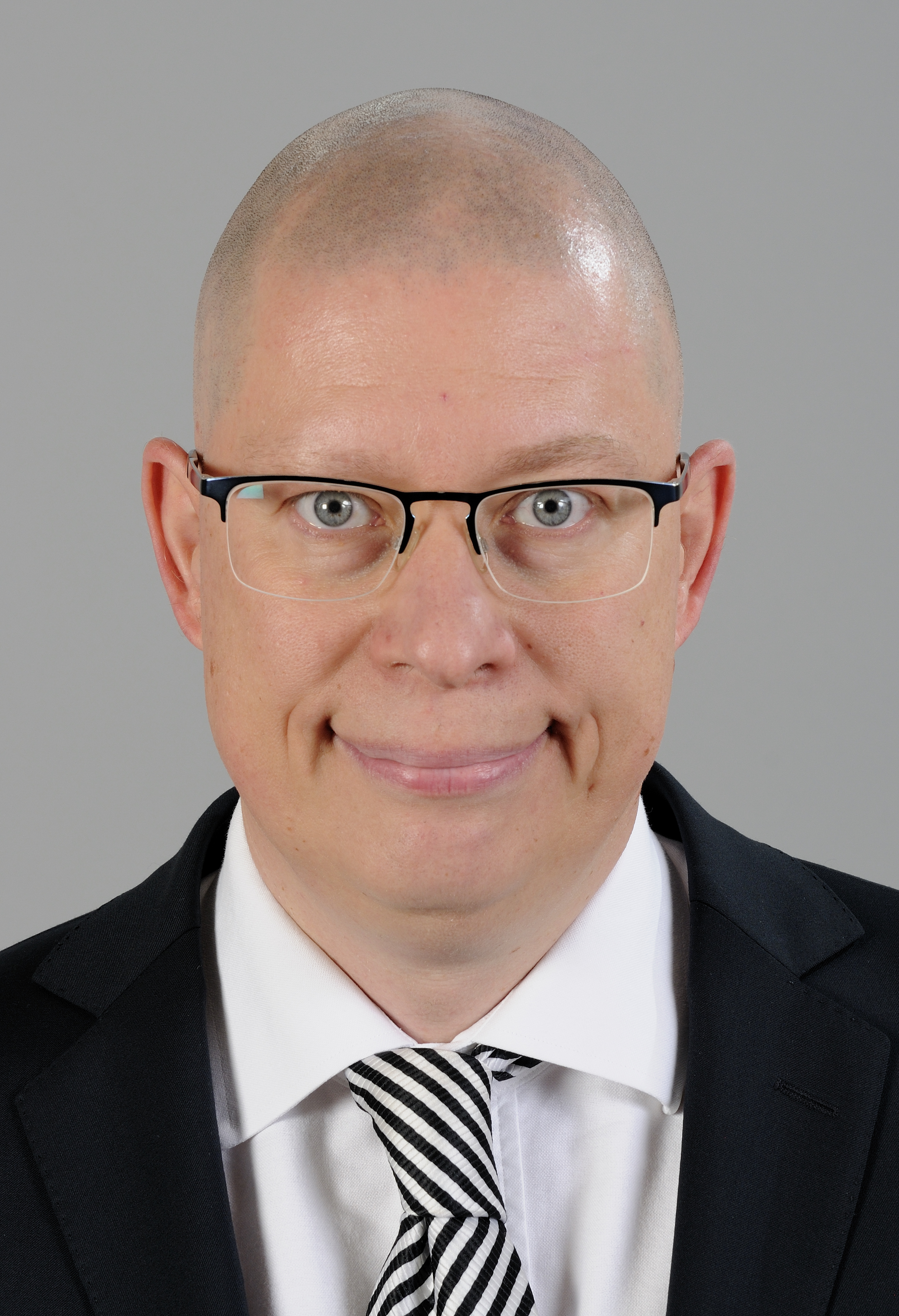
Robbin Juhnke (2013)

Robbin Juhnke (* 1967 in West-Berlin) ist ein deutscher Betriebswirt und Politiker in Berlin. Er ist Vorsitzender der CDU Buckow und seit 2006 Mitglied des Abgeordnetenhauses von Berlin. Dort ist er der kulturpolitische Sprecher der CDU-Fraktion. Aufgrund seiner Interviews, Mitgliedschaften und Kontakte in ultrarechte Kreisen ist er seit 2009 immer wieder in den Schlagzeilen.

## Leben
Juhnke wuchs im Ortsteil Buckow von West-Berlin auf und besuchte die Christoph-Ruden-Grundschule, das Ernst-Abbe-Gymnasium und von 1983 bis 1986 die gymnasiale Oberstufe des Oberstufenzentrums Handel I in der Wrangelstraße. Nach dem Abitur absolvierte er eine Ausbildung zum Industriekaufmann. An die Lehre schloss Juhnke ein Studium der Betriebswirtschaftslehre an der Freien Universität Berlin an. Nach dem erfolgreichen Abschluss als Diplom-Kaufmann an der Freien Universität wurde er promoviert.

## Politik
Juhnke wurde ab 1983 in den Jugendorganisationen der CDU – der Berliner Schüler Union und der Jungen Union – aktiv. Später setzte er sein politisches Engagement in der CDU fort und wurde im Herbst 1996 Mitglied der Neuköllner Bezirksverordnetenversammlung (BVV).
Bei der Wahl zum Abgeordnetenhaus von Berlin 2006 zog er als direkt gewählter Kandidat im Wahlkreis von Neukölln (Buckow) in das Abgeordnetenhaus von Berlin ein (Erststimmen: 39,9 %). Nachdem er zunächst die Aufgabe des Sprechers für Stadtentwicklungspolitik innegehabt hatte, wechselte er im September 2008 in das Amt des innenpolitischen Sprechers der CDU-Fraktion im Berliner Abgeordnetenhaus. Des Weiteren war Juhnke Mitglied im Ausschuss für Kulturelle Angelegenheiten und übernahm die Rolle des Sprechers der CDU-Fraktion im zeitlich befristeten Sonderausschuss Restitution, in welchem es um die Rechtmäßigkeit der Rückgabe eines sich im Landesbesitz befindlichen äußerst wertvollen Kunstgegenstandes an die Erbin des einstigen Besitzers ging.
Bei der Wahl zum Abgeordnetenhaus von Berlin 2011 wurde Juhnke erneut direkt gewählt. Neben der Aufgabe des innenpolitischen Sprechers der CDU-Fraktion übernahm er auch die Leitung des Fraktionsarbeitskreises Innen/Recht/Sport und Verbraucherschutz. Seine Mitgliedschaft im Ausschuss für Kulturelle Angelegenheiten behielt er bei. Er wurde darüber hinaus in das Präsidium des Abgeordnetenhauses gewählt.
Bei der Wahl zum Abgeordnetenhaus von Berlin 2016 abermals direkt gewählt, übernahm er die Aufgabe des stellvertretenden Vorsitzenden der CDU-Fraktion. Er wurde zum kulturpolitischen Sprecher der CDU-Fraktion und zum Leiter des Fraktions-Arbeitskreises kulturelle Angelegenheiten, Europa, Bund, Medien bestimmt. Des Weiteren wurde er Mitglied des Rechtsausschusses. Seine Aufgabe als Mitglied des Präsidiums des Abgeordnetenhauses behielt er bei.
Bei der (ungültigen) Wahl zum Abgeordnetenhaus von Berlin 2021 zog Juhnke über die Neuköllner Bezirksliste in das Abgeordnetenhaus ein. Bei der Wiederholungswahl 2023 errang er erneut das Direktmandat.

### Kritik in der Presse
Wegen eines Interviews mit der rechtsgerichteten Wochenzeitung Junge Freiheit wurde Juhnke 2009 kritisiert. In dem Interview hatte sich Juhnke zu der Serie von Brandanschlägen auf Pkws geäußert. Die Berliner CDU wies die Kritik zurück. „Man muss die Junge Freiheit nicht lesen“, erklärte CDU-Generalsekretär Bernd Krömer. „Sie wird aber nicht im Bundesverfassungsschutzbericht aufgeführt, wohl aber das linksextremistische Kampfblatt junge Welt.“ Die Kritik an Juhnke sei ein berechenbares Manöver, „um von der Tatenlosigkeit gegenüber dem Linksextremismus abzulenken“.
2013 geriet Juhnke in die Kritik, da er 2012 bei der Burschenschaft Teutonia Prag einen Vortrag gehalten hatte. Juhnke erklärte hierauf, dass ihm Vorwürfe gegen die Burschenschaft nicht bekannt seien; auch während des Vortragsabends habe er „nicht den geringsten Eindruck [gehabt], dass dort Personen sein könnten, die extremistische Positionen vertreten“.
Als Mario Czaja (CDU), seinerzeit Sozialsenator, Michael Büge als Staatssekretär entließ, weil dieser sich weigerte, aus der Berliner Burschenschaft Gothia auszutreten, kritisierte Juhnke diesen Vorgang. Czaja war als Schüler Anfang der Neunziger über mehrere Jahre selbst Gast der „Dienstagsgespräche“ der Gothia. Juhnke selbst war seit seiner Jugend bis zum 19. Januar 2024 Mitglied und Alter Herr der der Burschenschaft nahestehenden Schülerverbindung Iuvenis Gothia.